# Маккласкі (Північна Дакота)
Маккласкі (англ. McClusky) — місто (англ. city) в США, в окрузі Шерідан штату Північна Дакота. Населення — 322 особи (2020).

## Географія
Маккласкі розташоване за координатами 47°29′3″ пн. ш. 100°26′34″ зх. д. / 47.48417° пн. ш. 100.44278° зх. д. (47.484052, -100.442735).  За даними Бюро перепису населення США в 2010 році місто мало площу 1,00 км², уся площа — суходіл.

## Демографія
Згідно з переписом 2010 року, у місті мешкало 380 осіб у 206 домогосподарствах у складі 103 родин. Густота населення становила 379 осіб/км².  Було 278 помешкань (277/км²).
Расовий склад населення:
| - 91,8 % — білих - 2,9 % — корінних американців - 0,5 % — вихідців з тихоокеанських островів - 0,5 % — чорних або афроамериканців - 1,3 % — осіб інших рас |

До двох чи більше рас належало 2,9 %. Частка іспаномовних становила 2,1 % від усіх жителів.
За віковим діапазоном населення розподілялося таким чином: 17,1 % — особи молодші 18 років, 45,8 % — особи у віці 18—64 років, 37,1 % — особи у віці 65 років та старші. Медіана віку мешканця становила 54,0 року. На 100 осіб жіночої статі у місті припадало 80,1 чоловіків;  на 100 жінок у віці від 18 років та старших — 80,0 чоловіків також старших 18 років.
Середній дохід на одне домашнє господарство  становив 34 842 долари США (медіана — 33 611), а середній дохід на одну сім'ю — 40 966 доларів (медіана — 39 500). Медіана доходів становила 32 750 доларів для чоловіків та 34 107 доларів для жінок. За межею бідності перебувало 22,2 % осіб, у тому числі 41,3 % дітей у віці до 18 років та 21,4 % осіб у віці 65 років та старших.
Цивільне працевлаштоване населення становило 118 осіб. Основні галузі зайнятості: освіта, охорона здоров'я та соціальна допомога — 19,5 %, виробництво — 15,3 %, сільське господарство, лісництво, риболовля — 15,3 %.